# Senat (Iran)

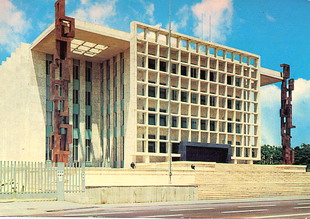
Senatsgebäude; heute tagt hier der sogenannte Expertenrat

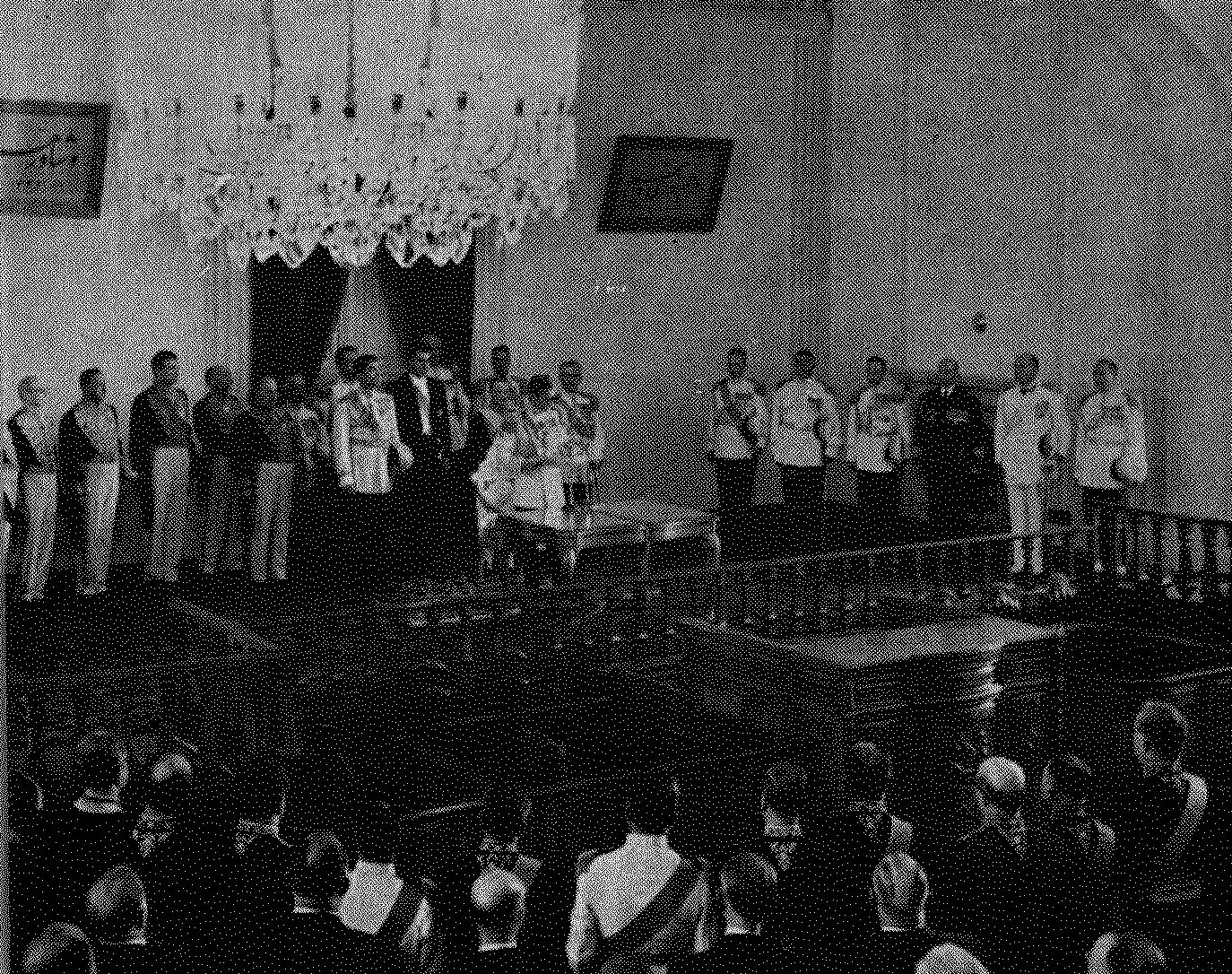
Schah Mohammad Reza Pahlavi eröffnet den Senat

Der Senat (persisch کاخ مجلس سنا Kach-e Madschles-e Sena) war nach der bis 1979 gültigen iranischen Verfassung die zweite Kammer des iranischen Parlaments. Nach der sogenannten Islamischen Revolution erhielt Iran eine neue Verfassung, mit der der Senat abgeschafft wurde.

## Funktion
Die Verfassung von 1906 formulierte den Auftrag des Senats in Artikel 46 als eine zweite Kammer, die allen Gesetzen und Beschlüssen der ersten parlamentarischen Kammer, dem Madschles zustimmen  muss. Auch der Senat hat das Recht zur Gesetzesinitiative. Findet eine im Senat eingebrachte Gesetzesvorlage eine Mehrheit, muss sie dem Madschles zur Zustimmung vorgelegt werden. In Artikel 47 wurde festgelegt, dass „so lange der Senat nicht zusammengetreten ist, vom Madschles verabschiedete Gesetze durch die Unterschrift des Schahs Gesetzeskraft erlangen“. Aufgrund dieses Artikels wurde die Bildung eines Senats immer wieder hinausgeschoben.

## Wahlgesetz
Das Wahlgesetz zur Wahl des Senats wurde erst auf Drängen von Schah Mohammad Reza Pahlavi am 18. Mai 1949 vom Madschles verabschiedet. 30 Senatoren werden nach einer mittelbaren Wahl über Wahlmänner gewählt und die anderen 30 Senatoren werden vom Schah ernannt. Der Senat besteht also aus 60 Senatoren. Die Legislaturperiode des Senats beträgt sechs Jahre (später 4 Jahre). Nach drei (später 2) Jahren scheidet die Hälfte der Senatoren nach einem Losverfahren aus dem Senat aus und muss daher neu bestimmt werden. Eine Wiederwahl ist möglich. Artikel 45 der iranischen Verfassung bestimmt, dass die Wahl der Senatoren aus dem Kreis der wohlinformierten, scharfsichtigen, frommen und respektierten Persönlichkeiten des Königreiches gewählt werden sollen. Der Kreis der wählbaren Personen war auf hohe Geistliche, ehemalige Offiziere der Armee, Wissenschaftler und Gelehrte, höhere Staatsbedienstete sowie Großgrundbesitzer und Kaufleute mit einem Mindeststeueraufkommen von umgerechnet 25.000 Euro (Stand 1965) eingegrenzt. Nach dem Wahlgesetz musste ein Senator iranischer Staatsbürger, in seinem Wahlkreis bekannt, mindestens 40 Jahre, Muslim und gut beleumundet sein.

## Präsidenten
Präsidenten des Senats waren:
- Ebrahim Hakimi, 19. August 1951 – 1. März 1957, Fortschrittspartei
- Seyyed Hassan Taqizadeh, 1. März 1957 – 1. September 1960, Liberale Partei
- Mohsen Sadr, 11. September 1960 – 11. September 1964, Sozialistische Partei
- Dschafar Scharif-Emami, 11. September 1964 – 24. März 1978, Rastachiz-Partei
- Mohammad Sadschādi, 24. März 1978 – 10. Februar 1979, Nationale Front

## Unterbrechung der Sitzungstätigkeit unter Premierminister Mossadegh ab dem 25. Oktober 1952
Die Tätigkeit des Senats war während der Präsidentschaft Ebrahim Hakimis ab dem 27. Oktober 1952 unterbrochen. Während sich Premierminister Mohammad Mossadegh bei seiner Reformpolitik der Unterstützung des Madschles weitgehend sicher sein konnte, stand der Senat, der von den iranischen Eliten dominiert wurde, in scharfer Opposition zu Mossadeghs antibritischer Außen- und liberaler Innenpolitik. Am 23. Oktober 1952 verweigerte der Senat drei Gesetzesvorlagen des Parlaments seine Zustimmung. Bei den abgelehnten Gesetzesvorlagen handelte es sich um das Ermächtigungsgesetz, das Gesetz zur Freilassung des Mörders von Premierminister Ali Razmara, Chalil Tahmasbi, und das Gesetz zur Beschlagnahme des Vermögens des vorherigen Premierminister Ahmad Qavam.
Die Nationale Front kritisierte daraufhin den Senat als „aristokratischen Klub“ und veranlasste dessen Auflösung, indem der Madschles am 23. Oktober 1952 ein Gesetz verabschiedete, das die Amtszeit des Senats von sechs auf zwei Jahre verkürzte.  Nach einer Unterredung mit dem Schah, in der Mossadegh baldige Neuwahlen zum Senat zusagte, stimmte der Schah dem Gesetz am 25. Oktober 1952 zu. Allerdings verabschiedete Mossadeghs Regierung weder eine Wahlrechtsreform, noch hielt sie Neuwahlen zum Senat ab.
Nach dem Sturz Mossadeghs veranlassten dessen Nachfolger Premierminister Fazlollah Zahedi und der Schah Anfang 1954 Neuwahlen zum Senat und zum Madschles. Die Wahlen wurden ab Anfang Februar unter Kriegsrecht abgehalten und von Vorwürfen der Manipulation und des Wahlbetrugs begleitet. Die Legislaturperiode des Senats und des Parlaments wurde auf vier Jahre geändert.

## Senatsgebäude
Das Gebäude des Senats wurde von Heydar Ghiaï entworfen. Der Bau wurde 1955 fertiggestellt. Nach der Auflösung des Senats wird das Gebäude heute vom Wächterrat benutzt.